# Händel-Festspiele
Lo Händel-Festspiele ad Halle an der Saale, Sassonia-Anhalt, è un festival di musica internazionale dedicato alla musica di Georg Friedrich Händel nel luogo di nascita del compositore. Fu fondato nel 1922 ed è cresciuto in un centro europeo di studi ed esecuzioni di Händel. In particolare le opere di Händel sono state regolarmente messe in scena, alcune di loro come prime riprese dopo circa duecento anni.

## Storia
Il primo Händel-Festspiele di Halle fu organizzato nel 1922, tre anni dopo il Festival Internazionale Händel di Gottinga. Ha presentato gli oratori Semele e Susanna, l'opera Orlando Furioso messa in scena da Hans Joachim Moser e lavori minori di Händel ed altri compositori di Halle del XVI, XVII e XVIII secolo. Nel 1925 fu fondata una Händel-Gesellschaft (Società Händel) e messo in scena un secondo festival nel 1929, diretto da Hermann Abert. Il 250º anniversario del compositore nel 1935 fu l'occasione per un terzo festival, definito "Reichs-Händelgedenktage" (Ricorrenza Händel del Reich) dai nazisti. Dopo la seconda guerra mondiale Erich Neuss, Max Schneider, Herbert Koch e altri fondarono una Hallesche Händel-Gesellschaft (Società Händel di Halle), che organizzò il quarto Festival nel 1948 in collaborazione con il Landestheater, la Evangelische Kirchenmusikschule (Academia di Musica della Chiesa protestante) e la Musikhochschule. Si svolse nella Händelhaus, completata poco prima.
Dal 1952 il festival è stato organizzato ogni anno dalla città di Halle, in collaborazione con studiosi della Università Martin-Luther-Halle-Wittenberg e la Hallesche Händel-Ausgabe. Il Premio Händel per la Musica è stato assegnato come parte del festival dapprima nel 1956 e dal 1993 ogni anno.
L'Opernhaus di Halle ha contribuito ogni volta almeno ad una delle opere di Händel, inoltre una esecuzione regolare esterna è stata messa in scena presso il Goethe-Theater di Bad Lauchstädt, l'unico teatro esistente da tempo del poeta. L'orchestra del festival è dal 1993 la Händel-Festspielorchester, suona con strumenti d'epoca, ed è stata condotta da Howard Arman fino al 2007, quando Bernhard Forck assunse la direzione. Una caratteristica aggiuntiva del festival è l'esecuzione di opere di compositori di Sachsen-Anhalt che erano molto legati ad Händel.
Dal 1922, 34 delle 42 opere di Handel sono state rappresentate in più di 100 produzioni. La prima esecuzione moderna professionale di Rinaldo, nel 1954, è stata diretta da Horst-Tanu Margraf; Radamisto seguì nel 1955, Poro, re delle Indie nel 1956, Imeneo nel 1960, Scipione nel 1965. Faramondo fu ripresa nel 1976. La prima opera di Händel, Almira è stata eseguita nel Goethe-Theater nel 1994. Tolomeo è stato prodotto e registrato nel 1998, probabilmente la prima rappresentazione di quest'opera con strumenti d'epoca, diretta da Howard Arman. Nel 2006 fu registrata l'esecuzione di Admeto, organizzato da Axel Köhler e diretto da Arman. Il pastiche Giove in Argo è stato eseguito nel 2007, dopo la sua prima in quella stagione al Festival di Händel di Gottinga. Il Festival del 2009 rappresentò le opere Floridante e Serse, il pastiche Anaestesia e gli oratori Teodora, Il Messia, Baldassarre e Israele in Egitto.
Il festival è stato annullato nel 2013 a causa delle gravi inondazioni di quell'anno.